# Серхио-Бутрон-Касас
Серхио-Бутрон-Касас (исп. Sergio Butrón Casas) — посёлок в Мексике, штат Кинтана-Роо, входит в состав муниципалитета Отон-Бланко. Численность населения, по данным переписи 2020 года, составила 2138 человек.

## Общие сведения
Посёлок расположен в 32 км западнее Четумаля, вблизи автодороги 186.
Основным видом деятельности в посёлке является выращивание сахарного тростника, что делает его одним из основных производителей в штате Кинтана-Роо.

## Население
| Год  | Численность | Численность |
| ---- | ----------- | ----------- |
| 2000 | 2276        | [ 5 ]       |
| 2005 | 2099        | [ 6 ]       |
| 2010 | 2235        | [ 7 ]       |
| 2020 | 2138        | [ 8 ]       |